# Robin Lakoff
Robin Tolmach Lakoff, född Tolmach 27 november 1942 i New York, är en amerikansk lingvist. 
Lakoff blev professor i lingvistik vid University of California, Berkeley, 1976. Hon har med utgångspunkt i modern språkteori behandlat problem i latin. Hon har dock blivit mest uppmärksammad för sina skrifter om könsskillnader i språket, däribland Language and Woman's Place (1975). Hennes verk har även fått betydelse för den feministiska debatten. Hon har tidigare varit gift med George Lakoff.